# Kandrat Krapiva
Kandrat Kandratievici Atrahovici (în bielorusă:Кандрат Кандратавіч Атраховіч, n. 22 februarie 1896 - d. 7 ianuarie 1991), cunoscut sub pseudonimul Kandrat Krapiva (Кандрат Крапіва), a fost un scriitor bielorus sovietic.
Debutează cu versuri inspirate din Lermontov, dar se afirmă ca satiric, cu fabule în versuri și proză în tradiția lui Krîlov și comedii de umor îndrăzneț.

## Scrieri
- 1937: Partizanii (Партызаны)
- 1939: Cine râde la urmă (Хто смяецца апошнім)
- 1950: Ciocârliile cântă (Пяюць жаваранкі)
- 1958: Oamenii și diavolul (Людзі і д'яблы).

## Apreciere și recunoștință
În 1956, Krapiva devine vice-președinte al Academiei de Științe a Republicii Sovietice Socialiste Belarusă.
Ca recunoștință pentru activitatea sa literară, a fost declarat scriitor al poporului belarus.
A primit trei premii de literatură din partea URSS și unul din partea Belarusiei.
Astăzi, Institutul de Artă, Etnografie și Folclor din Minsk îi poartă numele.
Același nume îl poartă și școala din satul său natal.
1. ↑  CONOR.SI[*] Verificați valoarea |titlelink= (ajutor)